# Ptychodus
Ptychodus là một chi cá mập tuyệt chủng thuộc bộ Hybodontiformes. Đây là một chi cá mập nghiền vỏ sống vào thời kỳ cuối Creta. Hóa thạch răng Ptychodus dễ bắt gặp trong những lớp trầm tích biển thời kì này. Có nhiều loài trong chi Ptychodus từng có phân bố toàn cầu, những loài là Ptychodus mortoni, P. decurrens, P. marginalis, P. mammillaris, P. rugosus và P. latissimus. Chúng tuyệt chủng khoảng 85 triệu năm trước ở đường biển Western Interior, nơi một lượng lớn đã được tìm thấy.

## Loài
Hiện có 22 loài trong chi này được công nhận:
- Ptychodus altior  Agassiz 1839
- Ptychodus anonymus Williston 1900
- Ptychodus arcuatus Agassiz 1837
- Ptychodus articulatus Agassiz 1837
- Ptychodus belluccii Bonarelli 1899
- Ptychodus concentricus Agassiz 1839
- Ptychodus decurrens Agassiz 1839
- Ptychodus elevatus Leriche 1929
- Ptychodus gibberulus Agassiz 1837
- Ptychodus janewayii Cope 1874
- Ptychodus latissimus Agassiz 1843
- Ptychodus mahakalensis Chiplonkar and Ghare 1977
- Ptychodus mammillaris Agassiz 1839
- Ptychodus marginalis Agassiz 1839
- Ptychodus mortoni Agassiz 1843
- Ptychodus multistriatus Woodward 1889
- Ptychodus oweni Dixon 1850
- Ptychodus paucisulcatus Dixon 1850
- Ptychodus polygyrus Agassiz 1839
- Ptychodus rugosus Dixon 1850
- Ptychodus spectabili Agassiz 1837
- Ptychodus whipplei Marcou 1858